# لش‌ماهی آتشین
لش‌ماهی آتشین (نام علمی: Hemitremia flammea) نام یک گونه از تیره کپورماهیان است.